# どれ☆きよ天気予報
『どれ☆きよ天気予報』（どれきよてんきよほう）は、毎日放送（MBS）にて2011年4月5日から2012年9月25日まで、毎週火曜日の21:54 - 22:00（JST）に放送されたミニ番組（気象情報番組）。生放送。しまむらの一社提供番組である。

## 概要
前半に、季節や天候に合わせて身につけたいアイテムを紹介、後半に翌日の天気予報を伝えるという番組構成である。
同じ曜日の同じ時間に、同じ系列のTBS（関東）でも『ナニキル?天気予報』という、同一スポンサーによる同一コンセプト（企画ネット番組）の内容が放送されるという異色の番組でもある（ただし、関東地方での番組が1年先行してスタートしている）。なお出演者のコーディネートについても、同日の『ナニキル?天気予報』とほぼ重なる場合がある。

## 出演者
週替わりで、基本的に1回の放送で2人出演。
- 仲田恵美（中多愛）
- 中島知沙
- 入矢麻衣
- 柳田小百合
- 赤松悠実
- 片桐由貴
- 界菜々美

ほか